# 聖羅克德昆巴薩區
6°23′07″S 76°26′15″W / 6.3853°S 76.4375°W
聖羅克德昆巴薩區（西班牙語：Distrito de San Roque de Cumbaza），是秘魯的一個區，位於該國中北部聖馬丁大區的拉馬斯省，始建於1964年12月29日，面積525.2平方公里，海拔高度600米，2005年人口1,376，人口密度每平方公里2.6人。